# Lac Kaatcipekinikatek
Lac Kaatcipekinikatek är en sjö i Kanada.   Den ligger i regionen Mauricie och provinsen Québec, i den östra delen av landet, 400 km norr om huvudstaden Ottawa. Lac Kaatcipekinikatek ligger 410 meter över havet. Arean är 2,1 kvadratkilometer. Den sträcker sig 4,3 kilometer i nord-sydlig riktning, och 1,2 kilometer i öst-västlig riktning.
Trakten runt Lac Kaatcipekinikatek är nära nog obefolkad, med mindre än två invånare per kvadratkilometer.